# Il fantasma della porta accanto
Il fantasma della porta accanto (The Ghost Next Door) è il decimo libro della collana Piccoli brividi ideata dallo scrittore statunitense R. L. Stine.
Si tratta del libro in cui compare per la prima volta una ragazza fantasma di nome Hannah Fairchild, l'eroina di alcuni successivi libri e destinato a diventare una dei personaggi più famosi della serie Piccoli brividi.

## Trama
Una ragazzina di nome Hannah Fairchild una mattina si sveglia da un incubo, in cui la sua casa era in fiamme e lei moriva nell'incendio. È estate e Hannah si trova da sola in città, mentre tutte le sue amiche sono andate in campeggio.
Poco dopo incontra un ragazzo della sua età di nome Danny Anderson che, a suo dire, abita accanto a lei con sua madre, in una casa che Hannah aveva sempre considerato disabitata. Per vari motivi Hannah comincia a sospettare che il suo vicino di casa sia in realtà un fantasma: prima di tutto, nonostante affermi di essersi trasferito già lì da tempo, Hannah e i suoi famigliari non hanno mai assistito a nessun trasloco;poi Danny afferma di frequentare la stessa scuola e la stessa classe di Hannah, ma lei non l'ha mai visto in passato e non ha nemmeno mai conosciuto gli amici che Danny afferma di avere. Infine, a volte, Danny sembra sparire misteriosamente. Hannah inizia a pedinarlo, scoprendo che frequenta due ragazzi poco raccomandabili, Alan e Fred, con cui combina diverse malefatte. Durante i suoi pedinamenti, Hannah scopre ogni tanto di essere seguita da una minacciosa ombra nera che la chiama con il suo nome, da cui lei riesce però sempre a fuggire.
Un giorno mentre Hannah gioca a palla con Danny, scopre che le sue mani attraversano il corpo del ragazzo: comincia quindi ad elencare a Danny le sue ipotesi sul fatto che lui sia un fantasma. Danny, allora, mette una mano sulla vita di Hannah, scoprendo che l'attraversa senza alcun problema. Hannah allora intuisce la verità: il fantasma è lei, non Danny. Sentendo parlare una vicina, scopre di esser morta cinque anni prima nell'incendio che aveva creduto essere solo un incubo. Quando torna a casa per parlare con qualcuno della sua macabra scoperta, scopre che la casa è vuota, poiché nessuno ha più voluto abitarci dopo che è stata ricostruita. Comincia perciò a spiegarsi tutti quei giorni che le sembravano tutti uguali, il tempo che passava troppo lento o troppo in fretta: infatti il tempo per i fantasmi va e viene.
Quando si sveglia dopo la sua sconvolgente scoperta, è buio. Scorge Danny sulla sua bici, diretto verso la casa del signor Chesney (l'odioso direttore dell'ufficio postale) con i suoi due amici, per combinare l'ennesima malefatta. Hannah lo segue ed arrivata a destinazione scopre che i ragazzi hanno provocato inavvertitamente un incendio. Capisce che Danny è rimasto intrappolato tra le fiamme e si getta dentro per salvarlo. Riesce ad aggirare l'ombra nera che la pedinava, la quale rivela di essere il fantasma di Danny e che, morto il ragazzo, avrebbe preso il suo posto. Alla fine Hannah, grazie alla sua forma di fantasma, riesce a salvare Danny, mentre la casa e l'ombra nera bruciano. Una volta fuori, lo trascina a casa sua. La mamma di Danny lo cura con amore e intanto Hannah si sente chiamare da una voce per spiccare improvvisamente il volo: torna così in Paradiso assieme alla sua famiglia.

## Adattamenti
- Il racconto insegna che i fantasmi ritornano sulla Terra solo per salvare qualcuno che rischia di morire per le stesse cause per cui ha abbandonato la sua vita terrena: Hannah, morta in un incendio, è tornata per salvare Danny che stava per morire nello stesso modo.
- Tale racconto è uno dei pochi della serie a non avere un colpo di scena finale.
- Di questo libro è stata realizzata una trasposizione televisiva che non presenta sostanziali differenze con la versione cartacea. Tra di esse, la prima è che la madre di Danny nell'episodio televisivo è muta mentre nel libro no
- Hannah ha due fratelli gemelli sia nell'episodio televisivo, presente anche nel libro,anch'essi morti.
- Nel film Piccoli brividi (2015), Hannah Fairchild (alias Hannah Stine) appare come protagonista femminile del lungometraggio cinematografico. Ella è la figlia adottiva dello scrittore R. L. Stine, e quando il giovane protagonista Zach Cooper s'innamora perdutamente di lei, scopre con amarezza che ella è solamente una ragazza fantasma dell'omonimo racconto, dato che Stine l'aveva creata per poter colmare la sua solitudine, impedendole di uscire di casa e avere amicizie. Tuttavia, l'Hannah del film ha sedici anni mentre quella del libro ne ha quattro di meno, e risulta essere più ribelle rispetto alla sua controparte cartacea. Le attrici che la interpretano, ovviamente, sono diverse, ovvero Nicole Dicker (nell'omonimo episodio televisivo in due parti della quarta e ultima stagione della serie TV degli anni '90) e Odeya Rush (nel primo film del 2015).

## Edizioni
- R. L. Stine, Il fantasma della porta accanto, traduzione di Chiara Belliti, collana Piccoli brividi, Arnoldo Mondadori Editore, 1995,  p. 158, ISBN 8804396180.